# Fußball-Bundesliga 2020/21
Die Bundesliga 2020/21 war die 58. Spielzeit der höchsten deutschen Spielklasse im Fußball der Männer. Sie wurde am 18. September 2020 mit der Partie des amtierenden Meisters FC Bayern München gegen den FC Schalke 04 (8:0) eröffnet und am 22. Mai 2021 mit dem 34. Spieltag beendet. Die Relegationsspiele wurden am 26. und 29. Mai 2021 ausgetragen. Vom 22. Dezember 2020 bis zum 1. Januar 2021 wurde die Saison von einer verkürzten Winterpause unterbrochen. Der Rahmenspielplan sah drei englische Wochen vor. Insgesamt wurden 306 Liga- und zwei Relegationsspiele absolviert. Seit dem 30. Spieltag stand der FC Schalke 04 rechnerisch als erster Absteiger in die 2. Bundesliga fest. Der FC Bayern München errang seine neunte Meisterschaft in Folge.

## Saisonverlauf

### Hinrunde
Der Serien- und Rekordmeister Bayern München startete mit einem 8:0 über Schalke 04 in die neue Spielzeit, was den höchsten Sieg in einem Bundesligaeröffnungsspiel bedeutete. Nach dem 5. Spieltag blieb das Team um Keeper Manuel Neuer bis zur 17. Runde nie ohne Gegentor, erzielte aber selbst 49 Treffer und somit 16 mehr als das zweittreffsicherste Team, Borussia Dortmund. Ab dem 6. Spieltag wurde der FC Bayern lediglich zweimal von der Spitzenposition verdrängt und lag zum Ende der Hinrunde mit vier Punkten Vorsprung auf RB Leipzig an der Tabellenspitze.
RB Leipzig war neben Bayer Leverkusen schärfster Verfolger der Münchner und stand im Verlauf der Hinserie dreimal an der Spitze. Von allen Teilnehmern, die nach den ersten 17 Spielen auf einem Europacuprang standen, hatten die Sachsen die zweitwenigsten Tore erzielt und stellten nach dem Verlust von Nationalstürmer Timo Werner keinen Torschützen oder Scorer in den Top-10-Listen. Dem gegenüber standen die wenigsten Gegentreffer (14), noch vor Bayer Leverkusen mit einem Wert von 17.
Bayer Leverkusen belegte ab dem 5. Spieltag durchgängig Champions-League-Ränge. Gegen die Konkurrenz aus Dortmund, München, Leipzig, Mönchengladbach und Wolfsburg konnten acht Punkte gewonnen werden, allerdings wurden Zähler gegen Teams aus dem unteren Tabellendrittel wie Hertha BSC oder den späteren Absteiger Werder Bremen verloren.
Borussia Dortmund vollzog als eine von nur drei Mannschaften in der Hinrunde einen Trainerwechsel: Nach einem 1:5 gegen den Aufsteiger VfB Stuttgart wurde Lucien Favre nach elf gespielten Partien von seinen Aufgaben entbunden. Außerdem verlor der BVB auch gegen den 1. FC Köln sowie gegen den FC Augsburg und bestätigte so den Negativtrend gegen statistisch schwächere Gegner aus der Vorsaison. Erling Haaland bewies mit beinahe einem Drittel der Dortmunder Gesamttore erneut seine Wichtigkeit; trotz Rang 4 in der Hinrundentabelle waren die Westfalen darüber hinaus die Mannschaft mit den meisten Niederlagen aus den Top 10.
Der VfL Wolfsburg musste in der Hinrunden die drittwenigsten Gegentore hinnehmen. Die Wölfe trotzten direkten Rivalen wie RB Leipzig, Bayer Leverkusen und Eintracht Frankfurt wichtige Punkte ab und blieben nach sieben absolvierten Spielen durchgängig auf einem internationalen Starterplatz. Ebenso Union Berlin, das in seinem zweiten Jahr im Oberhaus seine Leistungen aus der Premierensaison (Rang 11, nur zweistellige Tabellenränge) noch überbieten konnte.
Seit Saisonbeginn befanden sich sowohl Schalke 04 wie auch der 1. FSV Mainz 05 im Abstiegskampf. Außer diesen beiden Teams belegte keine andere Mannschaft im Verlauf der Hinrunde den letzten Platz, niemand sonst gewann darüber hinaus nur einmal. Schalke konnte erst am 15. Spieltag den ersten Sieg verzeichnen, was eine saisonübergreifende Sieglosserie von 30 Partien bedeutete. Lediglich ein Sieg gegen die TSG Hoffenheim verhinderte die Einstellung des Negativrekordes von Tasmania Berlin. Darüber hinaus mussten die Westfalen mit 44 die mit Abstand meisten Gegentreffer hinnehmen, woraus bei lediglich 14 eigenen Treffern eine Tordifferenz von −30 resultierte. Beide Mannschaften trennten nach den ersten 17 Spieltagen bereits acht Zähler vom Relegationsrang sowie zehn Punkte von Platz 15. Zeitweise gefährdet waren auch Köln, das im Vorjahr nur relativ knapp dem Abstieg entronnen war, und der Aufsteiger Arminia Bielefeld.

### Rückrunde
Am 32. Spieltag wurde die Meisterschaft zugunsten des FC Bayern München entschieden. Mit dem 3:2-Sieg von Borussia Dortmund gegen RB Leipzig war es den Leipzigern nicht mehr möglich, den 1. Tabellenplatz zu erreichen. Der FC Bayern selbst trat erst später im Abendspiel an und gewann dieses mit 6:0 gegen Borussia Mönchengladbach. Die Münchner hatten sich darüber hinaus gegen Dortmund, Leipzig, Wolfsburg und Leverkusen siegreich durchsetzen können, verloren aber gegen Eintracht Frankfurt sowie Mainz 05 jeweils mit 1:2. Bayerns Stürmer Robert Lewandowski zog darüber hinaus im vorletzten Saisonspiel durch sein 40. Saisontor mit dem bisherigen Rekordhalter Gerd Müller gleich und konnte den Spitzenwert durch einen Treffer im letzten Saisonspiel sogar noch erhöhen. Die offensive Teamleistung war erneut überdurchschnittlich – mit 99 Treffern hatte man 24 mehr als der BVB, der Wert der Vorsaison wurde um ein Tor verfehlt, der eigene Bundesliga-Rekord aus der Saison 1971/72 um zwei Tore.
Die Plätze 2 bis 4 berechtigten wie im Vorjahr zur Teilnahme an der Gruppenphase der UEFA Champions League. RB Leipzig stand bereits nach dem 32. Spieltag als Teilnehmer fest, mit einem 2:2 gegen die roten Bullen sicherte sich der VfL Wolfsburg darüber hinaus am 33. Spieltag nach sechs Jahren wieder die Teilnahme an der Königsklasse. RB kassierte im Gegensatz zur Vorsaison diesmal mit 32 die wenigsten Gegentore und rangierte damit noch vor dem VfL Wolfsburg (37) und Bayer Leverkusen (39). Den vierten Champions-League-Platz hatte lange Eintracht Frankfurt inne; nach einem 2:1 am 27. Spieltag sogar mit sieben Punkten Vorsprung auf die auf Platz 5 weilenden Dortmunder. Dem BVB gelang es jedoch mit einer Serie von sechs Siegen in Folge, die Frankfurter noch von Platz 4 zu verdrängen. Nachdem die Eintracht über ein Unentschieden bei Mainz 05 nicht hinaus gekommen war, erzielte der BVB im „Topspiel“ gegen RB Leipzig am 32. Spieltag in den Schlussminuten den 3:2-Siegtreffer und übernahm damit Platz 4. Der endgültige Einzug der Westfalen in die Champions League wurde am 33. Spieltag mit einem 3:1 in Mainz besiegelt, während Frankfurt tags zuvor sein Spiel beim bereits sicheren Absteiger FC Schalke 04 mit 3:4 verloren hatte, sich aber mit Platz 5 sicher für die Europa League qualifizierte.
Bayer Leverkusen scheiterte vorzeitig und erneut an der Qualifikation für die Champions League und hatte sich bereits nach 26 Spieltagen von Trainer Peter Bosz getrennt. Gemeinsam mit Borussia Mönchengladbach, Union Berlin, dem VfB Stuttgart sowie dem SC Freiburg konkurrierten die Rheinländer um einen von drei Plätzen in der Europa- sowie der neu eingeführten Conference League. Durch ein Remis gegen Union Berlin wurde Rang 6 und somit die wiederholte Teilnahme an der Europa League gesichert, die Mönchengladbach mit einem 1:2 gegen Stuttgart verpasste. Union Berlin machte schließlich das Rennen um Platz 7 und erreichte so die erste Europacupteilnahme seit 20 Jahren.
Auffällig waren Leistungseinbrüche bei Mönchengladbach sowie Eintracht Frankfurt, nachdem deren jeweiliger Trainer bereits während der laufenden Saison seinen Abschied nach Saisonende bekanntgegeben hatte. So holten die Fohlen, nachdem Trainer Marco Roses Wechsel nach Dortmund im Februar 2021 sicher war, in den darauffolgenden acht Pflichtspielen lediglich einen Sieg (bei sieben Niederlagen). Die Frankfurter Eintracht erkämpfte sich aus ihren letzten sechs Bundesligapartien nur noch sieben Zähler, was sie, wie bereits erläutert, die Champions-League-Teilnahme kostete. Zuvor war Adi Hütters Wechsel als Roses Nachfolger nach Mönchengladbach publik gemacht worden. Frankfurt konnte mit André Silva den zweiterfolgreichsten Torschützen stellen, der Gladbacher Kapitän Lars Stindl war hingegen der Deutsche mit den meisten Toren.
In der Rückserie blieb Schalke 04 bis zum 28. Spieltag sieglos. Durch einen Sieg Kölns – zu diesem Zeitpunkt Vorletzter – am 30. Spieltag und eine gleichzeitige Niederlage der Königsblauen war der Relegationsrang bei noch vier ausstehenden Partien bereits rechnerisch nicht mehr erreichbar. So ereilte den Verein nach 30 aufeinanderfolgenden Spielzeiten im Oberhaus der insgesamt vierte Abstieg in die Zweitklassigkeit. Der 1. FSV Mainz 05 profitierte von umfangreichen Wechseln auf der Trainerbank sowie im Management und verlor in der Rückrunde nur drei Spiele, konnte sogar RB Leipzig und Bayern München besiegen und sich allmählich vom Tabellenkeller absetzen. Außer den Rheinhessen mussten vor dem 33. Spieltag noch fünf weitere Vereine – darunter Köln, Werder Bremen und auch Hertha BSC – um den Klassenerhalt bangen. Direkte Aufeinandertreffen gab es in Runde 33 nur noch zwischen Hertha BSC und dem 1. FC Köln sowie zwischen dem FC Augsburg und Bremen. Mainz rettete sich bereits vor seinem Spiel gegen den BVB ebenso wie Hertha und Augsburg, da Köln wie auch Arminia Bielefeld jeweils nur unentschieden spielten und Bremen gegen den FCA verlor. Um den Dreikampf am finalen Spieltag zu entscheiden, mussten sowohl die Arminia (32 Zähler) wie auch der 1. FC Köln (30 Zähler) sowie Werder (31 Zähler) ihre jeweiligen Spiele gewinnen. Köln setzte sich mit 1:0 gegen Schalke durch, wohingegen auch Bielefeld sein Spiel gegen den VfB Stuttgart gewann. Werder musste sich mit 2:4 der Borussia aus Mönchengladbach geschlagen geben und stieg so nach 40-jähriger Ligazugehörigkeit als Vorletzter ab, die Geißböcke mussten dagegen in der Relegation gegen Holstein Kiel antreten. Das Hinspiel gewannen die Kieler noch in der Domstadt mit 1:0, im Rückspiel dominierte der Bundesligist jedoch seinen Gegner und hielt durch ein 5:1 die Klasse.

## Auswirkungen der COVID-19-Pandemie
Nach ursprünglicher Planung sollte die Saison am 21. August 2020 eröffnet werden und am 15. Mai 2021 enden. Da der Spielbetrieb der Vorsaison aufgrund der COVID-19-Pandemie zwischen dem 11. März und dem 16. Mai 2020 für mehrere Wochen unterbrochen war und die internationalen Klub-Wettbewerbe derselben Saison erst im August 2020 endeten, wurde ein späterer Saisonbeginn festgesetzt.
Aufgrund dieser Verschiebung passten der DFB und die DFL in Absprache mit der FIFA die Sommertransferperiode (grundsätzlich 1. Juli bis 31. August) an. Das Transferfenster war am 1. Juli (Wechselperiode I.1) und vom 15. Juli bis zum 5. Oktober 2020 (Wechselperiode I.2) geöffnet. Die erste, eintägige Phase war dabei insbesondere für die Registrierung bereits abgeschlossener Verträge mit Beginn zum 1. Juli vorgesehen.
Die Gesundheitsminister der Länder sprachen sich im August 2020 geschlossen dafür aus, bis zum 31. Oktober keine Zuschauer in den Bundesligastadien zuzulassen; damit müssten nach der DFL-Terminansetzung die ersten fünf bis sechs Spieltage weiter mit Geisterspielen stattfinden. Am 15. September 2020, drei Tage vor Eröffnung der neuen Saison, einigten sich die Ministerpräsidenten und Vertreter der Liga auf ein Konzept, das bis Ende Oktober eine Zuschauerzahl von 20 Prozent der Stadionkapazität zulässt. Aufgrund gestiegener Infektionszahlen in München fand das Eröffnungsspiel des FC Bayern jedoch vor leeren Rängen statt.
Letztlich mussten an den ersten sechs Spieltagen 22 von 54 Partien unter Ausschluss der Öffentlichkeit ausgetragen werden, im Schnitt durften bis dahin aber trotzdem lediglich 2.900 Zuschauer in die Stadien. Nach einem Beschluss der Ministerpräsidenten vom 29. Oktober wurde schließlich mindestens für die Spieltage 7 bis 9 ein genereller Ausschluss von Zuschauern angeordnet. Hintergrund war der zunächst nur für November und später mehrfach bis Mitte April verlängerte bundesweit gültige Shutdown, der aber den generellen Spielbetrieb der beiden Bundesligen nicht mit einschloss. Erst für den letzten Spieltag am 22. Mai 2021 wurde für ausgewählte Spiele eine begrenzte Zahl an Zuschauern zugelassen.

## Statistiken

### Abschlusstabelle
| Pl.             | Verein                   | Sp. | S  | U  | N  | Tore    | Diff. | Punkte | Anm.   |
| --------------- | ------------------------ | --- | -- | -- | -- | ------- | ----- | ------ | ------ |
| 1.              | FC Bayern München (M, P) | 34  | 24 | 6  | 4  | 099:440 | +55   | 78     | M / CL |
| 2.              | RB Leipzig               | 34  | 19 | 8  | 7  | 060:320 | +28   | 65     | CL     |
| 3.              | Borussia Dortmund        | 34  | 20 | 4  | 10 | 075:460 | +29   | 64     | CL     |
| 4.              | VfL Wolfsburg            | 34  | 17 | 10 | 7  | 061:370 | +24   | 61     | CL     |
| 5.              | Eintracht Frankfurt      | 34  | 16 | 12 | 6  | 069:530 | +16   | 60     | EL     |
| 6.              | Bayer 04 Leverkusen      | 34  | 14 | 10 | 10 | 053:390 | +14   | 52     | EL     |
| 7.              | 1. FC Union Berlin       | 34  | 12 | 14 | 8  | 050:430 | +7    | 50     | (ECL)  |
| 8.              | Borussia Mönchengladbach | 34  | 13 | 10 | 11 | 064:560 | +8    | 49     |        |
| 9.              | VfB Stuttgart (N)        | 34  | 12 | 9  | 13 | 056:550 | +1    | 45     |        |
| 10.             | SC Freiburg              | 34  | 12 | 9  | 13 | 052:520 | ±0    | 45     |        |
| 11.             | TSG 1899 Hoffenheim      | 34  | 11 | 10 | 13 | 052:540 | −2    | 43     |        |
| 12.             | 1. FSV Mainz 05          | 34  | 10 | 9  | 15 | 039:560 | −17   | 39     |        |
| 13.             | FC Augsburg              | 34  | 10 | 6  | 18 | 036:540 | −18   | 36     |        |
| 14.             | Hertha BSC               | 34  | 8  | 11 | 15 | 041:520 | −11   | 35     |        |
| 15.             | Arminia Bielefeld (N)    | 34  | 9  | 8  | 17 | 026:520 | −26   | 35     |        |
| 16.             | 1. FC Köln               | 34  | 8  | 9  | 17 | 034:600 | −26   | 33     | ( ▼)   |
| 17.             | Werder Bremen (R)        | 34  | 7  | 10 | 17 | 036:570 | −21   | 31     | ▼      |
| 18.             | FC Schalke 04            | 34  | 3  | 7  | 24 | 025:860 | −61   | 16     | ▼      |
| Stand: Endstand |                          |     |    |    |    |         |       |        |        |

| Zum Saisonende 2019/20: |                                                                                  |
| (M)                     | Deutscher Meister: FC Bayern München                                             |
| (P)                     | DFB-Pokal-Sieger: FC Bayern München                                              |
| (R)                     | Sieger der Relegation: Werder Bremen                                             |
| (N)                     | Aufsteiger aus der 2. Bundesliga: Arminia Bielefeld, VfB Stuttgart               |
| Zum Saisonende 2020/21: |                                                                                  |
| M                       | Deutscher Meister                                                                |
| CL                      | Teilnehmer an der UEFA Champions League 2021/22                                  |
| EL                      | Teilnehmer an der UEFA Europa League 2021/22                                     |
| (ECL)                   | Teilnehmer an den Play-offs zur UEFA Europa Conference League 2021/22            |
| ( ▼)                    | Teilnehmer an den Relegationsspielen gegen den Dritten der 2. Bundesliga 2020/21 |
| ▼                       | Absteiger in die 2. Bundesliga 2021/22                                           |

### Kreuztabelle
Die Kreuztabelle stellt die Ergebnisse aller Spiele dieser Saison dar. Die Heimmannschaft ist in der linken Spalte, die Gastmannschaft in der oberen Zeile aufgelistet.
| FC Bayern München        |     | 4:2   | 3:3 | 6:0 | 2:0 | 4:1 | 2:1   | 2:1   | 5:0 | 4:3   | 1:1 | 8:0 | 5:2 | 5:1 | 5:2 | 1:1   | 3:3 | 4:0 |
| Borussia Dortmund        | 2:3 |       | 2:1 | 3:0 | 3:1 | 2:2 | 2:0   | 4:0   | 1:2 | 2:0   | 2:0 | 3:0 | 1:1 | 1:2 | 3:1 | 4:1   | 3:0 | 1:5 |
| RB Leipzig               | 0:1 | 1:3   |     | 3:2 | 1:0 | 0:0 | 2:2 3 | 3:0   | 1:1 | 2:1   | 1:0 | 4:0 | 3:1 | 0:0 | 2:1 | 2:0   | 2:1 | 2:0 |
| Borussia Mönchengladbach | 3:2 | 4:2   | 1:0 |     | 0:1 | 1:2 | 1:1   | 2:1   | 4:0 | 1:1   | 1:1 | 4:1 | 1:2 | 1:2 | 1:1 | 1:0   | 5:0 | 1:2 |
| Bayer 04 Leverkusen      | 1:2 | 2:1   | 1:1 | 4:3 |     | 4:1 | 0:1   | 1:2   | 3:1 | 1:1   | 1:1 | 2:1 | 2:2 | 3:0 | 3:1 | 1:1   | 1:2 | 5:2 |
| TSG 1899 Hoffenheim      | 4:1 | 0:1   | 0:1 | 3:2 | 0:0 |     | 2:1   | 1:3   | 1:3 | 2:1   | 1:3 | 4:2 | 1:2 | 3:0 | 3:1 | 4:0   | 0:0 | 3:3 |
| VfL Wolfsburg            | 2:3 | 0:2   | 2:2 | 0:0 | 0:0 | 2:1 |       | 3:0   | 2:1 | 2:0   | 3:0 | 5:0 | 2:3 | 1:0 | 0:0 | 5:3   | 2:1 | 1:0 |
| SC Freiburg              | 2:2 | 2:1   | 0:3 | 2:2 | 2:4 | 1:1 | 1:1   |       | 2:2 | 4:1   | 0:1 | 4:0 | 1:3 | 5:0 | 2:0 | 1:1   | 2:0 | 2:1 |
| Eintracht Frankfurt      | 2:1 | 1:1   | 1:1 | 3:3 | 2:1 | 2:1 | 4:3   | 3:1   |     | 3:1   | 5:2 | 3:1 | 1:1 | 2:0 | 2:0 | 1:1   | 1:1 | 1:1 |
| Hertha BSC               | 0:1 | 2:5   | 0:3 | 2:2 | 3:0 | 0:3 | 1:1   | 3:0 2 | 1:3 |       | 3:1 | 3:0 | 0:0 | 0:0 | 2:1 | 1:4   | 0:0 | 0:2 |
| 1. FC Union Berlin       | 1:1 | 2:1   | 2:1 | 1:1 | 1:0 | 1:1 | 2:2   | 1:1   | 3:3 | 1:1   |     | 0:0 | 4:0 | 2:1 | 1:3 | 3:1   | 5:0 | 2:1 |
| FC Schalke 04            | 0:4 | 0:4   | 0:3 | 0:3 | 0:3 | 4:0 | 0:2   | 0:2   | 4:3 | 1:2 2 | 1:1 |     | 0:0 | 1:2 | 1:0 | 1:3   | 0:1 | 1:1 |
| 1. FSV Mainz 05          | 2:1 | 1:3 3 | 3:2 | 2:3 | 0:1 | 0:0 | 0:2   | 1:0   | 0:2 | 1:1 2 | 1:0 | 2:2 |     | 0:1 | 0:1 | 0:1   | 1:1 | 1:4 |
| 1. FC Köln               | 1:2 | 2:2   | 2:1 | 1:3 | 0:4 | 2:3 | 2:2   | 1:4   | 1:1 | 0:0   | 1:2 | 1:0 | 2:3 |     | 0:1 | 1:1   | 3:1 | 0:1 |
| FC Augsburg              | 0:1 | 2:0   | 0:2 | 3:1 | 1:1 | 2:1 | 0:2   | 1:1   | 0:2 | 0:3   | 2:1 | 2:2 | 3:1 | 2:3 |     | 2:0   | 0:0 | 1:4 |
| Werder Bremen            | 1:3 | 1:2   | 1:4 | 2:4 | 0:0 | 1:1 | 1:2   | 0:0   | 2:1 | 1:4   | 0:2 | 1:1 | 0:1 | 1:1 | 2:0 |       | 1:0 | 1:2 |
| Arminia Bielefeld        | 1:4 | 0:2   | 0:1 | 0:1 | 1:2 | 1:1 | 0:3   | 1:0   | 1:5 | 1:0   | 0:0 | 1:0 | 2:1 | 1:0 | 0:1 | 0:2 1 |     | 3:0 |
| VfB Stuttgart            | 1:3 | 2:3   | 0:1 | 2:2 | 1:1 | 2:0 | 1:3   | 2:3   | 2:2 | 1:1   | 2:2 | 5:1 | 2:0 | 1:1 | 2:1 | 1:0   | 0:2 |     |
| Stand: Endstand          |     |       |     |     |     |     |       |       |     |       |     |     |     |     |     |       |     |     |

### Relegation
Die beiden Relegationsspiele zwischen dem 16. der Bundesliga und dem Dritten der 2. Bundesliga wurden am 26. und 29. Mai 2021 ausgetragen.
| Datum        |               | Ergebnis  |               | Tore                                                                                                   |
| ------------ | ------------- | --------- | ------------- | --- |
| 26. Mai 2021 | 1. FC Köln    | 0:1 (0:0) | Holstein Kiel | 0:1 Lorenz (59.)                                                                                       |
| 29. Mai 2021 | Holstein Kiel | 1:5 (1:4) | 1. FC Köln    | 0:1 Hector (3.), 1:1 J.-S. Lee (4.), 1:2, 1:3 Andersson (6., 13.), 1:4 Czichos (39.), 1:5 Skhiri (84.) |
| Gesamt:      | 1. FC Köln    | 5:2       | Holstein Kiel | |

Der 1. FC Köln blieb damit in der Bundesliga, Holstein Kiel spielt auch in der Saison 2021/22 in der 2. Bundesliga.

### Tabellenverlauf
Verlegte Partien werden entsprechend der ursprünglichen Terminierung dargestellt, damit an allen Spieltagen für jede Mannschaft die gleiche Anzahl an Spielen berücksichtigt wird.
|                          | 1  | 2  | 3  | 4  | 5  | 6  | 7  | 8  | 9  | 10 | 11 | 12 | 13 | 14 | 15 | 16 | 17 | 18 | 19 | 20 | 21 | 22 | 23 | 24 | 25 | 26 | 27 | 28 | 29 | 30 | 31 | 32 | 33 | 34 |
| ------------------------ | -- | -- | -- | -- | -- | -- | -- | -- | -- | -- | -- | -- | -- | -- | -- | -- | -- | -- | -- | -- | -- | -- | -- | -- | -- | -- | -- | -- | -- | -- | -- | -- | -- | -- |
| FC Bayern München        | 1  | 7  | 4  | 2  | 2  | 1  | 1  | 1  | 1  | 1  | 2  | 2  | 1  | 1  | 1  | 1  | 1  | 1  | 1  | 1  | 1  | 1  | 1  | 1  | 1  | 1  | 1  | 1  | 1  | 1  | 1  | 1  | 1  | 1  |
| Borussia Dortmund        | 3  | 10 | 5  | 3  | 3  | 2  | 3  | 2  | 4  | 4  | 5  | 4  | 5  | 4  | 4  | 4  | 4  | 7  | 6  | 6  | 6  | 6  | 5  | 6  | 5  | 5  | 5  | 5  | 5  | 5  | 5  | 4  | 3  | 3  |
| RB Leipzig               | 4  | 3  | 1  | 1  | 1  | 3  | 2  | 4  | 2  | 3  | 3  | 3  | 3  | 2  | 2  | 2  | 2  | 2  | 2  | 2  | 2  | 2  | 2  | 2  | 2  | 2  | 2  | 2  | 2  | 2  | 2  | 2  | 2  | 2  |
| Borussia Mönchengladbach | 17 | 15 | 11 | 11 | 6  | 5  | 7  | 7  | 7  | 7  | 8  | 8  | 8  | 7  | 7  | 8  | 7  | 5  | 7  | 7  | 7  | 8  | 9  | 10 | 10 | 10 | 9  | 8  | 7  | 7  | 7  | 7  | 8  | 8  |
| Bayer 04 Leverkusen      | 10 | 12 | 14 | 9  | 4  | 4  | 4  | 3  | 3  | 2  | 1  | 1  | 2  | 3  | 3  | 3  | 3  | 3  | 5  | 5  | 5  | 5  | 6  | 5  | 6  | 6  | 6  | 6  | 6  | 6  | 6  | 6  | 6  | 6  |
| TSG 1899 Hoffenheim      | 6  | 1  | 6  | 8  | 9  | 12 | 13 | 12 | 12 | 10 | 12 | 13 | 12 | 13 | 14 | 14 | 11 | 11 | 12 | 12 | 12 | 11 | 12 | 11 | 11 | 11 | 12 | 12 | 12 | 11 | 11 | 11 | 11 | 11 |
| VfL Wolfsburg            | 10 | 12 | 15 | 13 | 10 | 11 | 6  | 6  | 5  | 5  | 4  | 5  | 4  | 6  | 6  | 6  | 5  | 4  | 3  | 3  | 4  | 3  | 3  | 3  | 3  | 3  | 3  | 3  | 3  | 3  | 3  | 3  | 4  | 4  |
| SC Freiburg              | 6  | 5  | 12 | 12 | 13 | 13 | 14 | 14 | 14 | 14 | 14 | 11 | 10 | 9  | 8  | 9  | 9  | 9  | 9  | 8  | 8  | 9  | 8  | 8  | 9  | 8  | 10 | 10 | 9  | 9  | 9  | 9  | 10 | 10 |
| Eintracht Frankfurt      | 8  | 3  | 3  | 4  | 8  | 10 | 11 | 11 | 9  | 9  | 9  | 10 | 9  | 8  | 9  | 7  | 8  | 6  | 4  | 4  | 3  | 4  | 4  | 4  | 4  | 4  | 4  | 4  | 4  | 4  | 4  | 5  | 5  | 5  |
| Hertha BSC               | 2  | 9  | 13 | 15 | 15 | 14 | 12 | 13 | 13 | 12 | 11 | 12 | 14 | 12 | 12 | 13 | 14 | 14 | 15 | 15 | 15 | 15 | 15 | 15 | 16 | 14 | 14 | 15 | 15 | 14 | 13 | 13 | 14 | 14 |
| 1. FC Union Berlin       | 14 | 14 | 9  | 10 | 12 | 7  | 5  | 5  | 6  | 6  | 6  | 6  | 6  | 5  | 5  | 5  | 6  | 8  | 8  | 9  | 9  | 7  | 7  | 7  | 7  | 7  | 7  | 7  | 8  | 8  | 8  | 8  | 7  | 7  |
| FC Schalke 04            | 18 | 18 | 18 | 17 | 17 | 17 | 17 | 18 | 18 | 18 | 18 | 18 | 18 | 18 | 17 | 18 | 18 | 18 | 18 | 18 | 18 | 18 | 18 | 18 | 18 | 18 | 18 | 18 | 18 | 18 | 18 | 18 | 18 | 18 |
| 1. FSV Mainz 05          | 14 | 17 | 17 | 18 | 18 | 18 | 18 | 15 | 16 | 17 | 17 | 17 | 17 | 17 | 18 | 17 | 17 | 17 | 17 | 17 | 17 | 17 | 17 | 17 | 17 | 15 | 15 | 14 | 14 | 13 | 12 | 12 | 13 | 12 |
| 1. FC Köln               | 12 | 16 | 16 | 16 | 16 | 16 | 16 | 17 | 15 | 15 | 15 | 15 | 15 | 15 | 16 | 16 | 16 | 16 | 14 | 14 | 14 | 14 | 14 | 14 | 14 | 16 | 16 | 17 | 17 | 17 | 17 | 17 | 17 | 16 |
| FC Augsburg              | 4  | 2  | 2  | 6  | 11 | 6  | 10 | 10 | 8  | 11 | 10 | 9  | 11 | 10 | 11 | 11 | 12 | 12 | 13 | 13 | 13 | 13 | 13 | 13 | 13 | 13 | 11 | 11 | 11 | 12 | 14 | 14 | 12 | 13 |
| Werder Bremen            | 16 | 11 | 7  | 7  | 7  | 9  | 9  | 9  | 11 | 13 | 13 | 14 | 13 | 14 | 13 | 12 | 13 | 13 | 11 | 11 | 11 | 12 | 11 | 12 | 12 | 12 | 13 | 13 | 13 | 15 | 15 | 15 | 16 | 17 |
|                          | 8  | 6  | 10 | 14 | 14 | 15 | 15 | 16 | 17 | 16 | 16 | 16 | 16 | 16 | 15 | 15 | 15 | 15 | 16 | 16 | 16 | 16 | 16 | 16 | 15 | 17 | 17 | 16 | 16 | 16 | 16 | 16 | 15 | 15 |
| VfB Stuttgart            | 12 | 8  | 8  | 5  | 5  | 7  | 8  | 8  | 10 | 8  | 7  | 7  | 7  | 11 | 10 | 10 | 10 | 10 | 10 | 10 | 10 | 10 | 10 | 9  | 8  | 9  | 8  | 9  | 10 | 10 | 10 | 10 | 9  | 9  |

### Torschützenliste
Bei gleicher Anzahl an Toren sind die Spieler alphabetisch gelistet.
| Pl.             | Spieler            | Mannschaft               | Tore |
| --------------- | ------------------ | ------------------------ | ---- |
| 1.              | Robert Lewandowski | FC Bayern München        | 41   |
| 2.              | André Silva        | Eintracht Frankfurt      | 28   |
| 3.              | Erling Haaland     | Borussia Dortmund        | 27   |
| 4.              | Andrej Kramarić    | TSG 1899 Hoffenheim      | 20   |
| 4.              | Wout Weghorst      | VfL Wolfsburg            | 20   |
| 6.              | Saša Kalajdžić     | VfB Stuttgart            | 16   |
| 7.              | Lars Stindl        | Borussia Mönchengladbach | 14   |
| 8.              | Lucas Alario       | Bayer 04 Leverkusen      | 11   |
| 8.              | Max Kruse          | 1. FC Union Berlin       | 11   |
| 8.              | Thomas Müller      | FC Bayern München        | 11   |
| 8.              | Silas              | VfB Stuttgart            | 11   |
| Stand: Endstand |                    |                          |      |

### Scorerliste
Als Scorerpunkt(e) zählen sowohl die erzielten Tore als auch die Torvorlagen eines Spielers. Bei gleicher Anzahl von Scorerpunkten sind die Spieler zuerst nach der Anzahl der Tore und danach alphabetisch geordnet.
| Pl.             | Spieler            | Mannschaft               | Gesamt | Tore | Vorlagen |
| --------------- | ------------------ | ------------------------ | ------ | ---- | -------- |
| 01.             | Robert Lewandowski | FC Bayern München        | 51     | 41   | 10       |
| 02.             | André Silva        | Eintracht Frankfurt      | 36     | 28   | 08       |
| 03.             | Erling Haaland     | Borussia Dortmund        | 33     | 27   | 06       |
| 04.             | Thomas Müller      | FC Bayern München        | 31     | 11   | 20       |
| 05.             | Wout Weghorst      | VfL Wolfsburg            | 28     | 20   | 08       |
| 06.             | Andrej Kramarić    | TSG 1899 Hoffenheim      | 25     | 20   | 05       |
| 07.             | Lars Stindl        | Borussia Mönchengladbach | 23     | 14   | 09       |
| 08.             | Saša Kalajdžić     | VfB Stuttgart            | 22     | 16   | 06       |
| 09.             | Jadon Sancho       | Borussia Dortmund        | 20     | 08   | 12       |
| 10.             | Vincenzo Grifo     | SC Freiburg              | 19     | 09   | 10       |
| 10.             | Filip Kostić       | Eintracht Frankfurt      | 19     | 04   | 15       |
| Stand: Endstand |                    |                          |        |      |          |

### Meiste Torvorlagen
Bei gleicher Anzahl von Vorlagen sind die Spieler alphabetisch geordnet.
| Pl.             | Spieler             | Mannschaft               | Vorlagen |
| --------------- | ------------------- | ------------------------ | -------- |
| 1.              | Thomas Müller       | FC Bayern München        | 20       |
| 2.              | Filip Kostić        | Eintracht Frankfurt      | 15       |
| 3.              | Daichi Kamada       | Eintracht Frankfurt      | 13       |
| 4.              | Jadon Sancho        | Borussia Dortmund        | 12       |
| 5.              | Kingsley Coman      | FC Bayern München        | 11       |
| 5.              | Jonas Hofmann       | Borussia Mönchengladbach | 11       |
| 7.              | Moussa Diaby        | Bayer 04 Leverkusen      | 10       |
| 7.              | Vincenzo Grifo      | SC Freiburg              | 10       |
| 7.              | Raphaël Guerreiro   | Borussia Dortmund        | 10       |
| 7.              | Joshua Kimmich      | FC Bayern München        | 10       |
| 7.              | Robert Lewandowski  | FC Bayern München        | 10       |
| 7.              | Dani Olmo           | RB Leipzig               | 10       |
| 7.              | Christopher Trimmel | 1. FC Union Berlin       | 10       |
| Stand: Endstand |                     |                          |          |

### Stadien, Zuschauer, Sponsoren und Ausstatter
Die Tabelle ist nach dem Zuschauerschnitt vorsortiert.
Auf unbestimmte Zeit waren aufgrund der COVID-19-Pandemie nur Teilauslastungen der jeweiligen Gesamtkapazitäten gestattet. Hierbei gab es regionale Unterschiede, die auf Entscheidungen der jeweiligen Landesregierung zurückgingen. Darüber hinaus durften ab dem 6. Spieltag nur noch Geisterspiele unter Ausschluss der Öffentlichkeit absolviert werden. Am letzten Spieltag waren in einigen Stadien wieder geringe Zuschauerzahlen gestattet, wobei die meisten Gäste (2.000) beim Heimspiel von Union Berlin gegen RB Leipzig anwesend waren.
| 01.             | Borussia Dortmund        | Signal Iduna Park                      | 81.365   | 21.800  | 01.282 | 01,58 % | 17  | 14  | 1&1                     | Opel                | Puma     |
| 02.             | RB Leipzig               | Red Bull Arena                         | 42.146   | 17.999  | 01.059 | 02,51 % | 17  | 14  | Red Bull                | CG Gruppe           | Nike     |
| 03.             | VfB Stuttgart            | Mercedes-Benz Arena                    | 60.449   | 17.500  | 01.029 | 01,70 % | 17  | 15  | Mercedes-Benz Bank      | Mercedes-Benz EQ    | Jako     |
| 04.             | 1. FC Union Berlin       | Stadion An der Alten Försterei         | 22.012   | 15.900  | 00935  | 04,25 % | 17  | 13  | Aroundtown              | wefox               | Adidas   |
| 05.             | Eintracht Frankfurt      | Deutsche Bank Park                     | 51.500   | 14.500  | 00853  | 01,66 % | 17  | 15  | Indeed                  | DPD Deutschland     | Nike     |
| 06.             | TSG 1899 Hoffenheim      | Prezero-Arena                          | 30.150   | 12.160  | 00715  | 02,37 % | 17  | 14  | SAP                     | Prowin              | Joma     |
| 07.             | VfL Wolfsburg            | Volkswagen Arena                       | 30.000   | 11.000  | 00647  | 02,16 % | 17  | 14  | Volkswagen              | Linglong Tire       | Nike     |
| 08.             | Borussia Mönchengladbach | Borussia-Park                          | 54.022   | 10.683  | 00628  | 01,16 % | 17  | 15  | Flatex                  | Sonepar             | Puma     |
| 09.             | Werder Bremen            | Weserstadion (Wohninvest Weserstadion) | 42.100   | 08.600  | 00506  | 01,20 % | 17  | 15  | Wiesenhof               | Tou Tou             | Umbro    |
| 10.             | Hertha BSC               | Olympiastadion Berlin                  | 74.400   | 08.000  | 00471  | 00,63 % | 17  | 15  | Homeday 4               | Hyundai             | Nike     |
| 11.             | Bayer 04 Leverkusen      | BayArena                               | 30.210   | 06.000  | 00353  | 01,17 % | 17  | 16  | Barmenia Versicherungen | Kumho Tire          | Jako     |
| 11.             | FC Augsburg              | WWK-Arena                              | 30.660   | 06.000  | 00353  | 01,15 % | 17  | 16  | WWK Versicherungsgruppe | Bernd Siegmund GmbH | Nike     |
| 13.             | Arminia Bielefeld        | SchücoArena                            | 26.515   | 05.460  | 00321  | 01,21 % | 17  | 16  | Schüco                  | JAB Anstoetz        | Macron   |
| 14.             | 1. FSV Mainz 05          | Opel Arena                             | 34.000   | 03.753  | 00221  | 00,65 % | 17  | 14  | Kömmerling/Profine      | QQ288               | Kappa    |
| 15.             | SC Freiburg              | Dreisamstadion                         | 24.000   | 03.200  | 00188  | 00,78 % | 17  | 16  | Schwarzwaldmilch        | badenova            | Hummel   |
| 16.             | 1. FC Köln               | Rheinenergiestadion                    | 50.000   | 00600   | 00035  | 00,07 % | 17  | 15  | Rewe Group              | DEVK                | Uhlsport |
| 17.             | FC Schalke 04            | Veltins-Arena                          | 62.271   | 00300   | 00018  | 00,03 % | 17  | 16  | Gazprom                 | HARFID              | Umbro    |
| 18.             | FC Bayern München        | Allianz Arena                          | 75.000   | 00250   | 00015  | 00,02 % | 17  | 16  | Deutsche Telekom        | Qatar Airways       | Adidas   |
| Gesamt          | Gesamt                   |                                        | 855.5000 | 163.705 | 535    | 1,17 %  | 306 | 272 |                         |                     |          |
| Stand: Endstand |                          |                                        |          |         |        |         |     |     |                         |                     |          |

## Wissenswertes

### Allgemeines
- Youssoufa Moukoko (Borussia Dortmund) war der erste Spieler des Jahrgangs 2004, der in der höchsten Spielklasse auflief.
- Sidney Raebiger (RB Leipzig) war der erste Spieler des Jahrgangs 2005, der in der höchsten deutschen Spielklasse in einem Spieltagskader stand.
- Nie zuvor gelang es einem Team, den Abstieg zu vermeiden, nachdem es in der Hinrunde nur sieben Punkte hatte sammeln können. Dies gelang dem 1. FSV Mainz 05.
- Es handelte sich um die erste Saison, in der anders als in den Spieljahren zuvor nur noch am letzten (34.) Spieltag alle neun Partien gleichzeitig stattfanden. Bisher galt das auch für den vorletzten (33.) Spieltag.

### Rekorde
- Vor der Saison wurde die Altersgrenze auf Antrag von Borussia Dortmund von 17 auf 16 Jahre herabgesetzt.[23] Zuvor erhielten 16-Jährige nur eine Spielberechtigung, wenn sie formal dem jüngeren A-Junioren-Jahrgang (in dieser Saison 2003) angehörten. So konnte der 2004 geborene BVB-Spieler Youssoufa Moukoko einen Tag nach seinem 16. Geburtstag in der Bundesliga debütieren und somit Nuri Şahin, der 2005 im Alter von 16 Jahren und 335 Tagen ebenfalls für den BVB aufgelaufen war, als jüngsten Spieler der Ligageschichte ablösen.[24] Mit 16 Jahren und 28 Tagen löste der Dortmunder später auch Florian Wirtz (Bayer 04 Leverkusen) als jüngsten Torschützen in der höchsten deutschen Spielklasse ab.[25]
- Mit dem 8:0-Auftakterfolg erreichte der FC Bayern München gegen den FC Schalke 04 den höchsten Sieg bei einem Bundesliga-Eröffnungsspiel.[26]
- Erstmals wurden bereits nach dem 2. Spieltag zwei Trainer entlassen (David Wagner/Schalke 04, Achim Beierlorzer/Mainz 05).
- 16 von Max Kruse verwandelte Strafstöße in Folge sind Ligarekord (gemeinsam mit Hans-Joachim Abel).[27]
- 32 in Folge verwandelte Elfmeter durch Spieler des 1. FSV Mainz 05 sind Ligarekord, ebenso ligaweit 35 in Folge verwandelte Strafstöße (davon 28 in dieser Spielzeit).[27]
- Werder Bremen spielte zwischen dem 4. und 8. Spieltag fünfmal in Folge 1:1, was die längste Serie in der Bundesliga-Geschichte mit dem gleichen Ergebnis ist – dies gelang bis dato nur Bayer 04 Leverkusen in der Saison 1980/81, ebenfalls mit dem jeweiligen Ergebnis 1:1.[28]
- Robert Lewandowski erzielte in der Hinrunde 22 Tore und brach damit den Rekord von Gerd Müller mit 20 Toren aus der Saison 1968/69.[29] Am 33. Spieltag schoss der Pole sein 40. Saisontor, womit er zu Müller, dem dies als bislang einzigem Spieler in der Saison 1971/72 gelungen war, aufschließen konnte.[30] Am letzten Spieltag brach Lewandowski den 49 Jahre alten Rekord schließlich und kam auf 41 Treffer.[31]
- Robert Lewandowski ist der erste Bundesligaspieler, der viermal in Folge Torschützenkönig wurde.[32]
- Zum ersten Mal seit 41 Jahren (Saison 1979/80) gelang es 5 verschiedenen Spielern, jeweils mindestens 20 Tore zu erzielen.
- Eintracht Frankfurt profitierte insgesamt sechsmal von einem gegnerischen Eigentor; dies stellte einen neuen Bundesliga-Höchstwert dar.[33]
- Am 21. Spieltag endeten sieben von neun Spielen unentschieden, darunter sämtliche Spiele am Samstag. Lediglich Leipzig (gegen Augsburg) und Frankfurt (gegen Köln) konnten ihre Heimspiele gewinnen. Dies war in der Bundesliga letztmals am 20. Spieltag der Saison 1998/99 der Fall.[34]
- Der FC Schalke 04 setzte 42 verschiedene Spieler ein, fünf mehr als der bisherige Spitzenreiter VfL Wolfsburg in der Spielzeit 2011/12 unter Felix Magath.[35]

### Negativrekorde
- Der FC Schalke 04 wurde von fünf Cheftrainern betreut. So viele Übungsleiter hatte zuvor nur der MSV Duisburg in der Saison 1977/78 beschäftigt.[36]
- Mit 110 Spieltagen als Tabellenschlusslicht wurde der FC Schalke 04 zum Negativrekordhalter aller bisherigen Teilnehmer (vor Hannover 96, 105). Diesen Negativrekord stellte Schalke nach der 0:1-Niederlage gegen Arminia Bielefeld am 30. Spieltag auf.[37]
- Mit null Punkten und einem Torverhältnis von 1:15 erzielte der FC Schalke 04 die schlechteste Bilanz, die je ein Team nach dem 3. Spieltag verzeichnete.
- Mit sechs Niederlagen vom Saisonstart an stellte der 1. FSV Mainz 05 den Niederlagen-Startrekord von Fortuna Düsseldorf aus der Saison 1991/92 ein.[38]
- Auswärts hatte Schalke als einziger Verein der Saison nie gewonnen.
- Arminia Bielefeld erzielte 26 Tore, was seit Einführung der Bundesliga den niedrigsten Wert darstellt, mit dem eine Mannschaft direkt die Klasse hielt. In der weit überwiegenden Zahl der Saisons waren auch alle Absteiger treffsicherer und hatten zumindest die 30-Tore-Marke geknackt.

### Höchstwerte der Saison
- Der höchste Sieg war mit acht Toren Differenz das 8:0 des FC Bayern München gegen den FC Schalke 04 am 1. Spieltag.
- Die torreichsten Partien mit je acht Toren waren:
  - das 8:0 des FC Bayern München gegen den FC Schalke 04 am 1. Spieltag.
  - das 5:3 des VfL Wolfsburg gegen Werder Bremen am 9. Spieltag.
- Die torreichsten Remis mit je sechs Toren waren:
  - das 3:3 der TSG 1899 Hoffenheim gegen den VfB Stuttgart am 8. Spieltag.
  - das 3:3 des 1. FC Union Berlin gegen Eintracht Frankfurt am 9. Spieltag.
  - das 3:3 des FC Bayern München gegen RB Leipzig am 10. Spieltag.
  - das 3:3 von Eintracht Frankfurt gegen Borussia Mönchengladbach am 12. Spieltag.
  - das 3:3 des FC Bayern München gegen Arminia Bielefeld am 21. Spieltag.
- Die torreichsten Spieltage waren mit jeweils 36 Toren der 1., der 7. und der 18. Spieltag.
- Die meisten Treffer in einem Spiel (4) erzielten:
  - Robert Lewandowski (FC Bayern München) beim 4:3 gegen Hertha BSC am 3. Spieltag.
  - Erling Haaland (Borussia Dortmund) beim 5:2 gegen Hertha BSC am 8. Spieltag.
- Der FC Schalke 04 blieb vom Saisonstart an in 14 Partien sieglos, saisonübergreifend waren es sogar 30 nicht gewonnene Spiele in Folge. Den Negativrekord hält weiterhin Tasmania Berlin mit 31 sieglosen Partien in der Saison 1965/66.

## Schiedsrichter
Im Vergleich zur Vorsaison blieb die Zahl der Unparteiischen mit 26 gleich. Florian Badstübner aus Bayern wurde dabei erstmals auf der Liste der Bundesliga-Schiedsrichter geführt. Nicht mehr dabei war Robert Kampka, der in dieser Saison nur noch Spiele der 2. Fußball-Bundesliga leitete. Außerdem benannte der DFB mit Matthias Jöllenbeck und Tobias Reichel zwei Schiedsrichter, die zur „perspektivischen Förderung“ gelegentlich in der Bundesliga zum Einsatz kamen.
Bevor sie ein Spiel in dieser Saison leiten konnte, erklärte Bibiana Steinhaus am 30. September 2020 das Ende ihrer Karriere. Sie kam weiterhin als Video-Assistentin zum Einsatz.  Die Zahl der Unparteiischen sank somit auf 25.
Für Markus Schmidt, Manuel Gräfe und Guido Winkmann ist es die letzte Saison vor Erreichen der Altersgrenze von 47 Jahren.
| Name                                              | Geboren       | Vereinszugehörigkeit        | Landesverband          | Spiele |      |    |    | Anmerkung                                                       |
| ------------------------------------------------- | ------------- | --------------------------- | ---------------------- | ------ | ---- | -- | -- | --------------------------------------------------------------- |
| Arne Aarnink                                      | 31. Jan. 1985 | VfL Weiße Elf Nordhorn      | Niedersachsen          | 1      | 3    | 0  | 0  |                                                                 |
| Deniz Aytekin                                     | 21. Juli 1978 | TSV Altenberg               | Bayern                 | 5      | 24   | 0  | 1  | FIFA-Schiedsrichter                                             |
| Florian Badstübner                                | 2. Feb. 1991  | TSV Windsbach               | Bayern                 | 10     | 32   | 0  | 0  | Neuling                                                         |
| Benjamin Brand                                    | 10. Juli 1989 | FC Schallfeld               | Bayern                 | 3      | 13   | 0  | 0  |                                                                 |
| Felix Brych                                       | 3. Aug. 1975  | SV Am Hart München          | Bayern                 | 17     | 45   | 0  | 1  | FIFA-Schiedsrichter                                             |
| Benjamin Cortus                                   | 13. Dez. 1981 | TSV Burgfarrnbach           | Bayern                 | 11     | 51   | 1  | 0  |                                                                 |
| Bastian Dankert                                   | 9. Juni 1980  | Brüsewitzer SV              | Mecklenburg-Vorpommern | 14     | 79   | 1  | 0  | FIFA-Schiedsrichter                                             |
| Christian Dingert                                 | 14. Juli 1980 | TSG Burg Lichtenberg        | Südwest                | 12     | 51   | 2  | 0  | FIFA-Schiedsrichter                                             |
| Marco Fritz                                       | 3. Okt. 1977  | SV Breuningsweiler          | Württemberg            | 13     | 42   | 0  | 0  | FIFA-Schiedsrichter                                             |
| Manuel Gräfe                                      | 21. Sep. 1973 | Hertha 03 Zehlendorf        | Berlin                 | 17     | 46   | 1  | 0  | Letzte Saison                                                   |
| Robert Hartmann                                   | 8. Sep. 1979  | SV Krugzell                 | Bayern                 | 10     | 37   | 0  | 1  |                                                                 |
| Patrick Ittrich                                   | 3. Jan. 1979  | Mümmelmannsberger SV        | Hamburg                | 9      | 28   | 0  | 2  |                                                                 |
| Sven Jablonski                                    | 13. Apr. 1990 | Blumenthaler SV             | Bremen                 | 14     | 34   | 0  | 0  |                                                                 |
| Matthias Jöllenbeck                               | 16. Feb. 1987 | SV Weilertal                | Südbaden               | 5      | 10   | 0  | 0  | Perspektivische Förderung                                       |
| Harm Osmers                                       | 28. Jan. 1985 | SV Baden                    | Niedersachsen          | 14     | 40   | 0  | 0  | FIFA-Schiedsrichter                                             |
| Martin Petersen                                   | 28. Feb. 1985 | VfL Stuttgart               | Württemberg            | 10     | 39   | 2  | 1  |                                                                 |
| Tobias Reichel                                    | 18. Aug. 1985 | GSV Maichingen              | Württemberg            | 5      | 11   | 0  | 0  | Perspektivische Förderung                                       |
| Daniel Schlager                                   | 8. Dez. 1989  | FC Rastatt 04               | Südbaden               | 12     | 42   | 3  | 1  |                                                                 |
| Markus Schmidt                                    | 31. Aug. 1973 | SV Sillenbuch               | Württemberg            | 14     | 58   | 3  | 3  | Letzte Saison                                                   |
| Robert Schröder                                   | 14. Sep. 1985 | SG Blaues Wunder Hannover   | Niedersachsen          | 13     | 52   | 1  | 1  |                                                                 |
| Daniel Siebert                                    | 4. Mai 1984   | FC Nordost Berlin           | Berlin                 | 16     | 54   | 0  | 1  | FIFA-Schiedsrichter                                             |
| Sascha Stegemann                                  | 6. Dez. 1984  | 1. FC Niederkassel          | Mittelrhein            | 15     | 56   | 1  | 1  | FIFA-Schiedsrichter                                             |
| Tobias Stieler                                    | 2. Juli 1981  | SG Rosenhöhe                | Hessen                 | 15     | 47   | 2  | 1  | FIFA-Schiedsrichter                                             |
| Sören Storks                                      | 8. Nov. 1986  | VfL Ramsdorf                | Westfalen              | 10     | 34   | 0  | 0  |                                                                 |
| Frank Willenborg                                  | 10. Feb. 1979 | SV Gehlenberg               | Niedersachsen          | 11     | 50   | 0  | 1  |                                                                 |
| Guido Winkmann                                    | 27. Nov. 1973 | SV Nütterden                | Niederrhein            | 14     | 54   | 0  | 0  | Letzte Saison                                                   |
| Felix Zwayer                                      | 19. Mai 1981  | SC Charlottenburg           | Berlin                 | 16     | 65   | 1  | 0  | FIFA-Schiedsrichter                                             |
| Am Anfang der Saison gelistet, aber ohne Einsatz: |               |                             |                        |        |      |    |    |                                                                 |
| Bibiana Steinhaus                                 | 24. März 1979 | MTV Engelbostel-Schulenburg | Niedersachsen          | 0      | 0    | 0  | 0  | FIFA-Schiedsrichterin, nur noch als Videoschiedsrichterin aktiv |
| Tobias Welz                                       | 11. Juli 1977 | FC 1934 Bierstadt           | Hessen                 | 0      | 0    | 0  | 0  |                                                                 |
| Gesamt:                                           | Gesamt:       | Gesamt:                     | Gesamt:                | 306    | 1097 | 18 | 15 |                                                                 |
| Stand: Endstand                                   |               |                             |                        |        |      |    |    |                                                                 |

## Die Meistermannschaft des FC Bayern München
| 1. | FC Bayern München |
|    | - Tor: Manuel Neuer (33/-); Alexander Nübel (1/-) - Abwehr: David Alaba (32/2); Jérôme Boateng (29/1); Alphonso Davies (23/1); Lucas Hernández (23/-); Tanguy Nianzou (6/-); Benjamin Pavard (24/-); Bouna Sarr (8/-); Josip Stanišić (1/-); Niklas Süle (20/1) - Mittelfeld: Tiago Dantas (2/-); Leon Goretzka (24/5); Joshua Kimmich (27/4); Javi Martínez (19/-); Marc Roca (6/-); Christopher Scott (2/-); Corentin Tolisso (16/1) - Angriff: Eric Maxim Choupo-Moting (22/3); Kingsley Coman (29/5); Douglas Costa (11/1); Serge Gnabry (27/10); Robert Lewandowski (29/41); Thomas Müller (32/11); Jamal Musiala (26/6); Leroy Sané (32/6) - Trainer: Hansi Flick |

* Michaël Cuisance (1/-), Chris Richards (3/-) und Joshua Zirkzee (3/-) verließen den Verein während der Saison.

## Cheftrainer
Die Tabelle listet alle Cheftrainer auf, die zu Beginn der Saison ihre jeweilige Mannschaft verantworteten. Interimstrainer sind unter den Trainerwechseln berücksichtigt, sofern sie ein Spiel absolvierten. Die Vereine sind nach der Abschlusstabelle sortiert.
| Verein                   | Cheftrainer          | Seit (a)     |
| ------------------------ | -------------------- | ------------ |
| FC Bayern München        | Hansi Flick          | 11/2019      |
| RB Leipzig               | Julian Nagelsmann    | 7/2019       |
| Borussia Dortmund        | Lucien Favre         | 7/2018       |
| VfL Wolfsburg            | Oliver Glasner       | 7/2019       |
| Eintracht Frankfurt      | Adi Hütter           | 7/2018       |
| Bayer 04 Leverkusen      | Peter Bosz           | 1/2019       |
| 1. FC Union Berlin       | Urs Fischer          | 7/2018       |
| Borussia Mönchengladbach | Marco Rose           | 7/2019       |
| VfB Stuttgart            | Pellegrino Matarazzo | 1/2020       |
| SC Freiburg              | Christian Streich    | 1/2012       |
| TSG 1899 Hoffenheim      | Sebastian Hoeneß     | Saisonbeginn |
| 1. FSV Mainz 05          | Achim Beierlorzer    | 11/2019      |
| FC Augsburg              | Heiko Herrlich       | 3/2020       |
| Hertha BSC               | Bruno Labbadia       | 4/2020       |
| Arminia Bielefeld        | Uwe Neuhaus          | 12/2018      |
| 1. FC Köln               | Markus Gisdol        | 11/2019      |
| Werder Bremen            | Florian Kohfeldt     | 10/2017      |
| FC Schalke 04            | David Wagner         | 7/2019       |

| Nach Spieltag | Verein              | Platz | Neuer Cheftrainer                   | Quelle        |
| ------------- | ------------------- | ----- | ----------------------------------- | ------------- |
| 02            | FC Schalke 04       | 18.   | Wagner → Manuel Baum                | [ 43 ] [ 44 ] |
| 02            | 1. FSV Mainz 05     | 17.   | Beierlorzer → Jan-Moritz Lichte     | [ 45 ]        |
| 11            | Borussia Dortmund   | 05.   | Favre → Edin Terzić                 | [ 46 ]        |
| 12            | FC Schalke 04 (2)   | 18.   | Baum → Huub Stevens (interim)       | [ 47 ]        |
| 13            | FC Schalke 04 (3)   | 18.   | Stevens (interim) → Christian Gross | [ 48 ]        |
| 13            | 1. FSV Mainz 05 (2) | 17.   | Lichte → Jan Siewert (interim)      | [ 49 ]        |
| 14            | 1. FSV Mainz 05 (3) | 17.   | Siewert (interim) → Bo Svensson     | [ 50 ]        |
| 18            | Hertha BSC          | 14.   | Labbadia → Pál Dárdai               | [ 51 ] [ 52 ] |
| 23            | FC Schalke 04 (4)   | 18.   | Gross → Dimitrios Grammozis         | [ 53 ] [ 54 ] |
| 23            | Arminia Bielefeld   | 16.   | Neuhaus → Frank Kramer (b)          | [ 55 ] [ 56 ] |
| 26            | Bayer 04 Leverkusen | 06.   | Bosz → Hannes Wolf (interim)        | [ 57 ]        |
| 28            | 1. FC Köln          | 17.   | Gisdol → Friedhelm Funkel           | [ 58 ] [ 59 ] |
| 31            | FC Augsburg         | 13.   | Herrlich → Markus Weinzierl         | [ 60 ]        |
| 33            | Werder Bremen       | 16.   | Kohfeldt → Thomas Schaaf (interim)  | [ 61 ]        |